# Historia Bisztynka

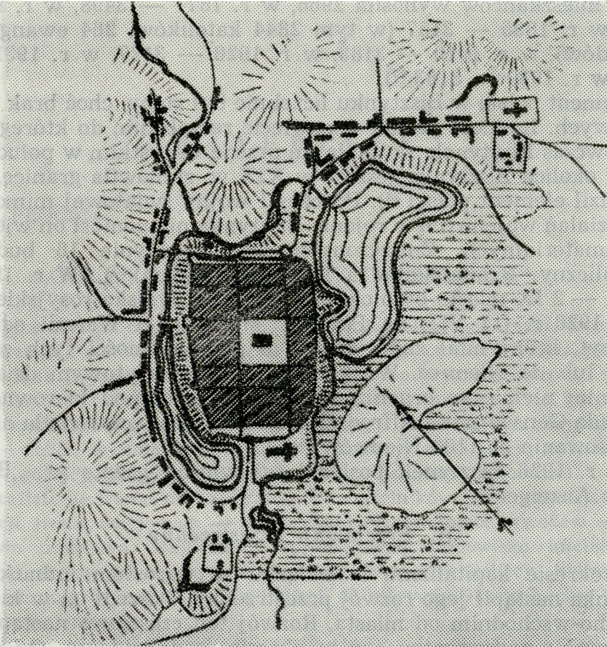
Plan miasta z lat 1826–1828

Historia Bisztynka – historia miasta Bisztynek, założonego na Warmii w 1346 roku podczas szerokiej akcji kolonizacyjnej tych ziem prowadzonych przez biskupów warmińskich, początkowo jako wieś o nazwie Shoneflys. Historia obejmuje czasy od pierwszej połowy XIV wieku po współczesność.

## Kolonizacja Warmii
Miasto Bisztynek zostało założone podczas szeroko zakrojonej akcji kolonizacyjnej Warmii, prowadzonej przez wójtów biskupich. Od 1326 roku działania te zostały przeniesione na bardziej odludne obszary niż południowa część regionu, w głąb puszczy, która wówczas rozciągała się na tych terenach. Pierwszym wójtem odpowiedzialnym za kolonizację był Fryderyk von Liebenzelle, lecz dopiero jego następca, Henryk Luter, zdołał w latach 1333–1342 założyć miasto Reszel wraz z wieloma osadami wiejskimi dookoła, które razem stanowiły punkt wysunięty znacznie dalej niż ośrodki mieszkalne powstałe wcześniej w ramach tej akcji. Henryk Luter następnie wycofał się w głąb Warmii, gdzie założył Jeziorany oraz, w odstępach około pięciu kilometrów pomiędzy nimi a Dobrym Miastem, nowe wsie czynszowe. Na tych terenach istniały już co najmniej 23 osady pruskie. Wsie zakładane przez osadników niemieckich, mimo niemieckich nazw, często były zamieszkiwane głównie przez ludność pruską, która według szacunków niemieckich historyków stanowiła około trzy czwarte populacji rejonu reszelskiego. Akcja kolonizacyjna była kontynuowana za rządów biskupa warmińskiego Hermana z Pragi, który sprawował urząd w latach 1338–1349. Jego wójt, Bruno von Luter, podczas dalszej kolonizacji Warmii rekrutował osadników spośród mieszkańców wcześniej założonych miejscowości – zarówno wiejskich, jak i miejskich – i zaprzestał sprowadzania nowych osadników niemieckich z Rzeszy. W wyniku tych działań powstały miasta takie jak Olsztyn, Barczewo, Biskupiec oraz Bisztynek.

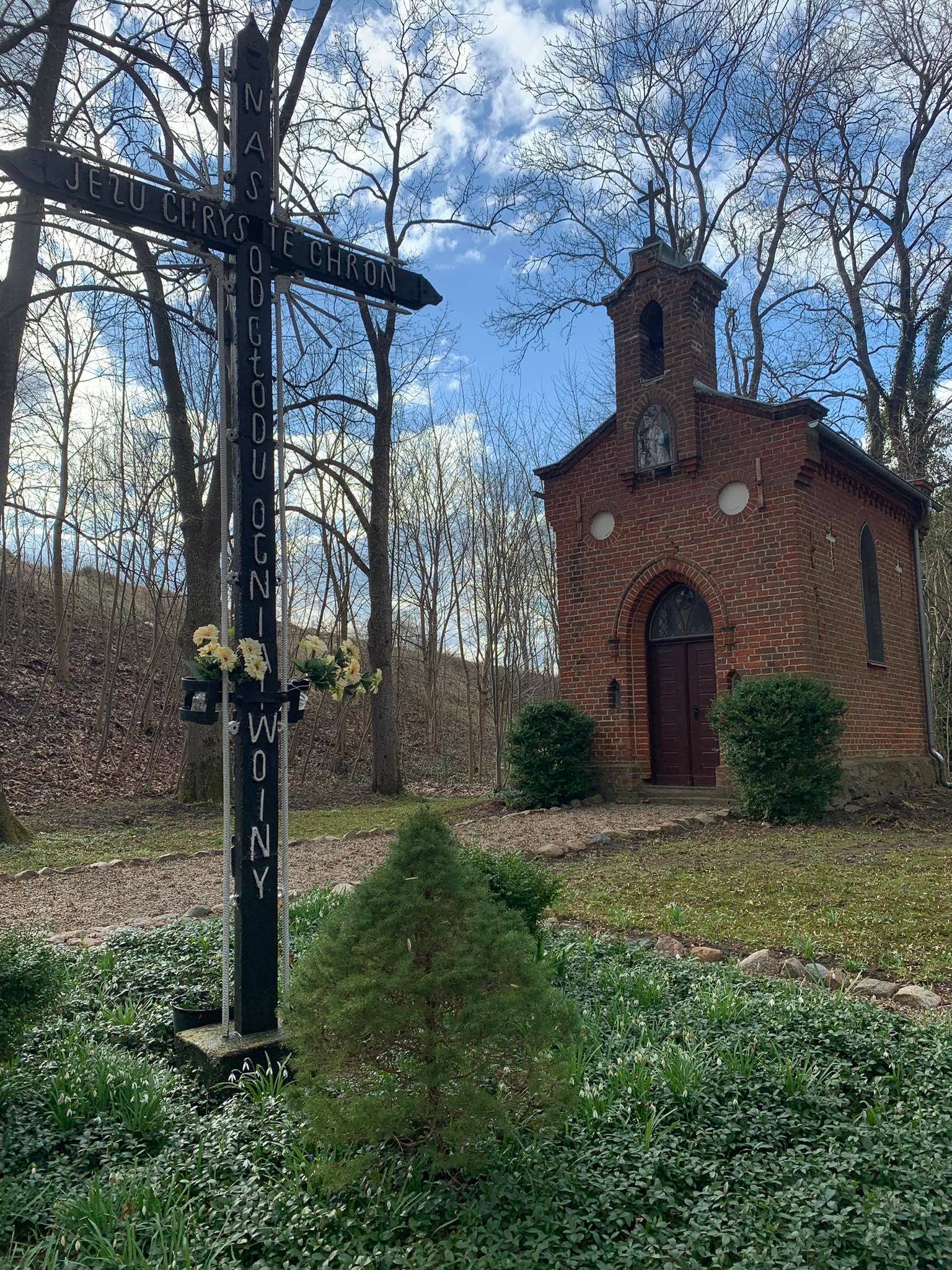
Kaplica św. Marty znajdująca się na miejscu pierwotnego, drewnianego kościoła z czasów lokacji wsi Schoneflys.

Początki miasta wiążą się z istnieniem wsi o niemieckiej nazwie Schönflys lub Schoneflys, która w 1346 roku otrzymała przywilej lokacyjny na prawie chełmińskim. Trzy lata później, w 1349 roku, biskup warmiński Herman oficjalnie potwierdził nadany wcześniej przywilej. Wieś dysponowała 66 łanami ziemi, z czego 6 łanów, zwolnionych z podatków, przyznano pierwszemu sołtysowi na prawie dziedzicznym, a kolejne 4 łany na tych samych zasadach otrzymał miejscowy proboszcz. Pozostałe grunty zostały przydzielone chłopom, którzy przez pierwsze 14 lat byli zwolnieni z obowiązku czynszowego, po czym jego wysokość ustalono na pół grzywny. Założycielem wsi był Jan z Rogóża, miejscowości położonej w pobliżu Lidzbarka. We wsi powstały młyn zbożowy oraz karczma. 26 stycznia 1364 roku biskup warmiński zezwolił na budowę dodatkowego młyna przeznaczonego do wyrobu lin oraz tłoczenia oleju. Pierwszy kościół we wsi był drewniany i nosił wezwanie św. Marty. Większość mieszkańców stanowili Prusowie, co przyczyniło się do stopniowego upowszechnienia pruskiej nazwy Strowangen. Nazwa ta zaczęła być stosowana równolegle z niemiecką nazwą Schoneflys, oznaczającą „piękny potok”. Pruska nazwa wywodziła się z połączenia litewskiego słowa srovė lub łotewskiego strāve, oznaczającego potok, oraz pruskiego wangus, oznaczającego dąbrowę.
30 kwietnia 1385 roku biskup warmiński Henryk Sorbom podniósł wieś do rangi miasta, nadając mu nazwę Bischofstein (lub Bischstein). Ponieważ osada istniała już od kilkudziesięciu lat, jej infrastruktura była w znacznym stopniu rozwinięta przed oficjalnym nadaniem praw miejskich. Założycielami miasta byli bracia Jan i Jakub, pochodzący z Rosenau (dzisiejsze Różnowo koło Olsztyna), rejonu, do którego coraz liczniej napływała ludność polska z Mazowsza. Decyzja o utworzeniu miasta była związana z jego strategicznym położeniem – w połowie drogi między Lidzbarkiem Warmińskim a Reszlem. Jego główną funkcją miało być pełnienie roli ośrodka wymiany handlowej dla okolicznych wsi oraz stworzenie lokalnego rynku. W przeciwieństwie do innych miast Warmii, które często współpracowały z zamkami obronnymi i pełniły funkcje strategiczne, Bischofstein powstał wyłącznie z powodów gospodarczych. Ze względu na ten charakter miasta, jego budowa była realizowana przy minimalnych nakładach finansowych. Było to jedyne miasto na Warmii, które powstało poprzez przekształcenie rozwiniętej już wsi, wykorzystując jej istniejące zasoby jako podstawę do dalszego rozwoju.
Lokacja miasta miała miejsce w ostatniej fazie kolonizacji Warmii. Nowo powstałe miasto zostało usytuowane na południe od wsi Schoneflys, co wynikało z korzystnych warunków terenowych. Od wschodu, południa i zachodu otaczały je moczary oraz stawy połączone siecią rzeczek, co zapewniało naturalną ochronę. Układ urbanistyczny miasta miał formę „szachownicową” i został zaplanowany w kształcie regularnego prostokąta o wymiarach 350 na 280 metrów. Jedynym odstępstwem od symetrycznego układu był kościół miejski, który został wzniesiony poza główną siatką ulic po południowo-wschodniej stronie miasta. W centrum znajdował się kwadratowy rynek, z którego narożników pod kątem prostym odchodziły ulice, dzieląc miasto na trzynaście regularnych bloków mieszkalnych.
Wieś Schoneflys straciła na znaczeniu, stając się osadą miejską, która funkcjonowała równolegle z nowo powstałym miastem. Świadczenia jej mieszkańców zaczęły trafiać do miasta, które stopniowo rozszerzało swoje terytorium. Do jego obszaru włączono zniszczoną podczas litewskiego najazdu 30-łanową wieś Dąbrowę oraz 4 łany pastwisk. W połączeniu z dotychczasowymi 66 łanami Strowangen, powierzchnia miasta wzrosła do 100 łanów.

## Rozwój miasta
Jednym z pierwszych budynków wzniesionych po lokacji miasta był ratusz, który powstał pod koniec XIV wieku, usytuowany na środku rynku. Ratusz był budynkiem jednopiętrowym, w którym na parterze mieściły się składy kupieckie. Z zewnątrz przylegały do niego inne budynki, określane jako „budy”.
W okresie, w którym wznoszono ratusz, rozpoczęto budowę nowego kościoła miejskiego, który został poświęcony św. Maciejowi. Pierwotny kościół św. Marty, znajdujący się we wsi, uległ zniszczeniu w wyniku pożaru. Z powodu ograniczonej powierzchni miasta oraz trudnej sytuacji finansowej, mieszkańcy zaczęli już od samego początku starać się o zwiększenie swoich gruntów, próbując uzyskać lub dokupić ziemię od biskupa. Miasto należało do jednych z najuboższych na Warmii i było spóźnione względem innych osad, ponieważ powstało jako przedostatnie z dwunastu miast ówczesnej Warmii. Działania te przyniosły rezultat w 1400 roku, kiedy biskup Henryk Sorbom sprzedał miastu kolejne 12 łanów ziemi, obejmujących las Lindenmedie, rozciągający się wzdłuż drogi prowadzącej do Reszla.

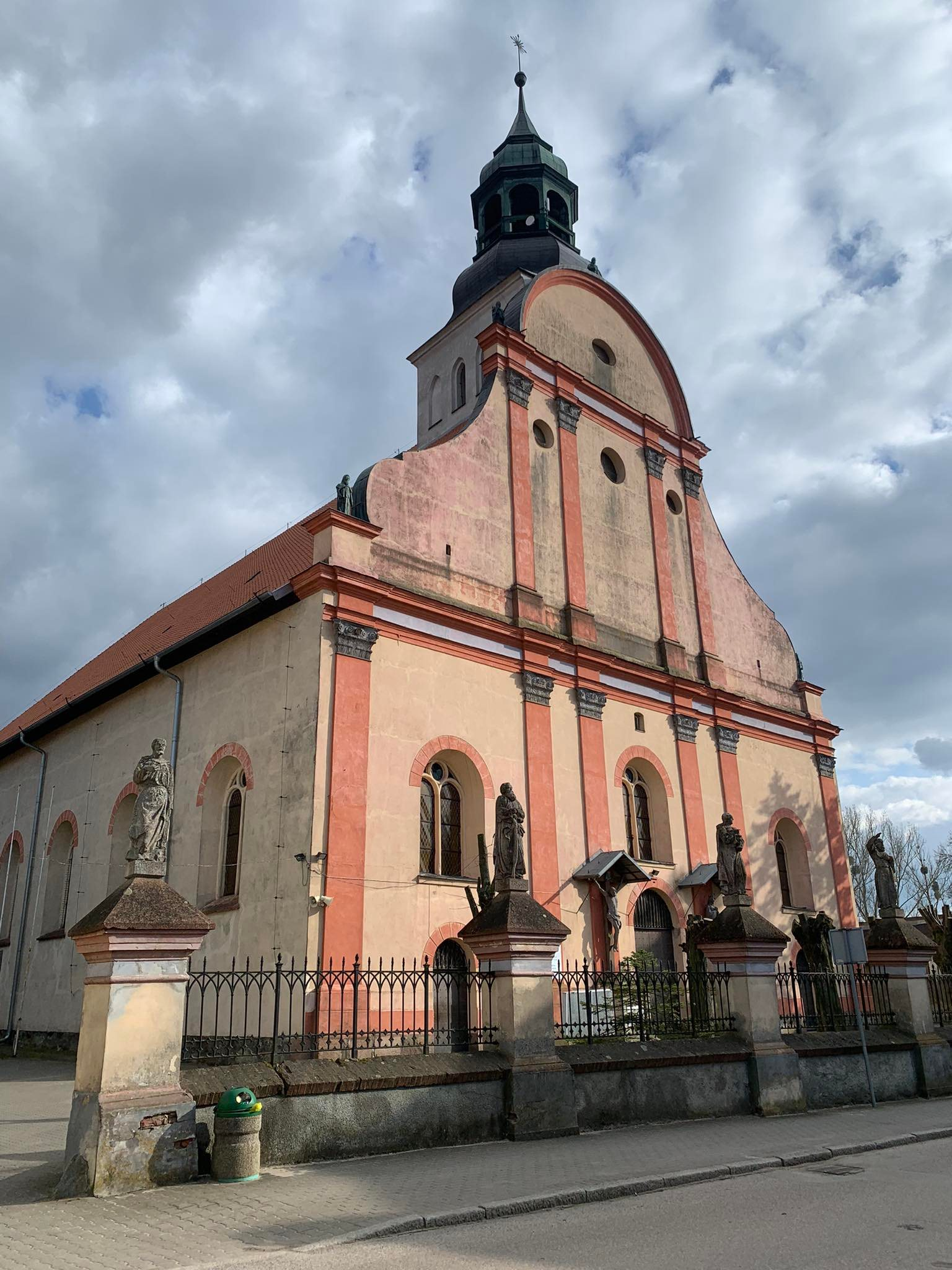
Kościół św. Macieja Apostoła i Najdroższej Krwi Pana Jezusa współcześnie.

W 1400 roku ukończono budowę kościoła parafialnego św. Macieja, który później stał się istotnym elementem systemu obronnego miasta. Według lokalnej legendy, podczas mszy konsekracyjnej miało dojść do cudu liturgicznego. W chwili podniesienia hostii, na znajdujący się na ołtarzu korporał miały spaść krople krwi. Korporał ten został następnie wysłany do Watykanu, skąd już nigdy nie powrócił. Z tego powodu kościół stał się miejscem licznych pielgrzymek, które odbywały się ku czci krwi Jezusa.
Zgodnie z przywilejem nadawczym, ratusz w mieście określano mianem domu kupieckiego. Mieściły się w nim składy kupieckie, co nadawało mu funkcję handlową, ale pełnił również rolę siedziby rady i ławy miejskiej. W mieście znajdowały się także „budy” szewskie, którymi obudowany był ratusz, a także waga miejska oraz łaźnia, z których dochody przeznaczone były na rzecz zwierzchnika miasta. Dochód z młyna dzielono po równo – połowa przypadała zwierzchnikowi, a druga połowa sołtysowi, który sprawował sądy i pobierał część dochodów z opłat sądowych. Biskup zdecydowanie ograniczył władzę samorządu miejskiego, przez co każda decyzja podejmowana przez władze miasta wymagała zgody biskupa lub sołtysa. Mieszkańcy miasta głównie zajmowali się rolnictwem. W XV wieku, nazwa wsi Schoneflys, położonej obok miasta, została oficjalnie zastąpiona nazwą Strowangen.
Zła sytuacja gospodarcza miasta w XV wieku była dodatkowo pogarszana licznymi klęskami i wojnami. Po śmierci Henryka Sorboma, nowym biskupem warmińskim został Henryk IV, który uznał miasto za zbędne i powodujące straty. Według A. Sorca, nowy biskup chciał zlikwidować miasto. Rada miejska została przez niego zaskarżona w Kurii Rzymskiej o alienację dóbr kościelnych, ponieważ uważał, że miasto bezprawnie posiadało swoje tereny. Twierdził, że dokument lokacyjny nie zawierał wymaganej pieczęci kapituły, co unieważniało ważność lokacji. W odpowiedzi, Rzym wyznaczył biskupa Vogelsanga jako sędziego do rozstrzygnięcia sprawy. W wyniku tego, w 1406 roku wydano wyrok, na mocy którego miasto miało utracić prawa miejskie oraz wszystkie swoje przywileje. Mimo to, do realizacji tego wyroku nie doszło, a w tym samym roku biskup warmiński przywrócił miastu wszystkie prawa. Dokładny powód tej decyzji nie jest znany, jednak historycy wskazują, że mogła to być wynikająca z trudnej sytuacji politycznej konieczność unikania wewnętrznych sporów. Zgodnie z opinią V. Röhricha oraz innych historyków, biskup spotkał się także z silnym sprzeciwem ze strony ludności miasta, a także mógł uzyskać korzyści majątkowe w zamian za anulowanie decyzji. Biskup zarezerwował jednak miejsce w mieście na budowę dworu dla przedstawicieli władzy zwierzchniej. Dwór powstał w północno-wschodniej części miasta, a pełnomocnik biskupa odbywał w nim sądy.
W czasie wojny głodowej w 1414 roku miasto poniosło straty sięgające ponad 1000 grzywien. Po bitwie pod Grunwaldem, nieprzychylny Bisztynkowi biskup złożył hołd Królowi Jagielle, a następnie zmuszony był do ucieczki z kraju w obawie przed zemstą Krzyżaków. W jego miejsce na stanowisko biskupa Warmii wybrano Franciszka Kuhlschmalza, który okazał się o wiele bardziej łaskawy w swoich późniejszych działaniach niż jego poprzednik. W 1426 roku terytorium miasta zostało powiększone o 8 łanów lasu w okolicach Lutr, a także o 12 kolejnych łanów w lesie Lindenmedie. W tym samym okresie wieś miejska Strowangen otrzymała dodatkowo 8 łanów lasu w okolicy Lutr. 26 grudnia 1448 roku, w odpowiedzi na nowe nadania oraz prośbę samorządu miasta, biskup Franciszek Kuhlschmalz potwierdził wszystkie wcześniejsze nadania i przyznał miastu odświeżony akt lokacyjny. Nowy akt lokacyjny nie obejmował jednak wsi Dąbrowa, która najprawdopodobniej została wymieniona w zamian za nowe łany lasów.
W 1440 roku powstała konfederacja ziemi i miast pruskich, znana jako Związek Pruski. Związkowcy byli nieprzychylni zarówno Zakonu Krzyżackiemu, jak i swojemu biskupowi. Pod jego wpływem, w 1453 roku, miasto odmówiło płacenia podatku związkowego, który miał zostać przeznaczony na proces z Zakonem. Miasto było zbyt słabe, by uwolnić się spod wpływu biskupa, który pełnił rolę doradcy Wielkiego Mistrza Zakonu i był szczególnie łaskawy dla Bisztynka. Jednak po wybuchu powstania zbrojnego w 1454 roku biskup wyemigrował, a miasto uwolniło się spod jego wpływów. W efekcie Bisztynek przystąpił do wojny trzynastoletniej, w przeciwieństwie do sąsiedniego Reszla.
Miasto zadeklarowało podatek wojenny w wysokości 50 grzywien. Jednakże w połowie 1455 roku kanonicy warmińscy, analizując sytuację polityczną i wojskową, postanowili wpuścić do Olsztyna zaciężnych krzyżackich, co stało się sygnałem dla innych miast. Wiele z nich, dostrzegając zmianę sytuacji, natychmiast przeorientowało swoją politykę. W wyniku tej zmiany, w jesieni 1455 roku miasta takie jak Barczewo, Biskupiec oraz Bisztynek zgłosiły władzy krzyżackiej chęć przyjęcia załóg wojskowych, decydując się na wsparcie Zakonu.
Bisztynek w okresie tym nie posiadał jeszcze murów obronnych, jednak był miastem ufortyfikowanym, wyposażonym w fosy, wały ziemne i palisady. W 1461 roku miasto zostało poważnie zniszczone, prawdopodobnie przez wojska polskie. Do stycznia 1462 roku w mieście stacjonowały wojska krzyżackie pod dowództwem Szymona Schlegela. Wojska te wycofały się po interwencji biskupa Pawła Legendorfa, który uzyskał zgodę Wielkiego Mistrza Zakonu, obiecując dzierżenie miasta na rzecz Zakonu i Kościoła oraz zapewniając, że nie dopuści do wkroczenia wojsk królestwa.
Pod koniec stycznia 1462 roku Bisztynek złożył hołd biskupowi i przyjął jego załogę pod dowództwem Andrzeja Senskau. Wiosną 1463 roku miasto zostało zaatakowane przez Polaków z Pasymia, co spowodowało poważne zniszczenia. W odpowiedzi biskup Legendorf nakazał rozbiórkę swojego młyna, a w obawie przed ponownym zajęciem miasta przez wojska polskie, wynikającym z braku murów obronnych, zdecydował o całkowitym spaleniu miasta. Podczas zawierania pokoju toruńskiego w 1466 roku Bisztynek był całkowicie zrujnowany i przeszedł wraz z Warmią pod władzę Korony Polskiej.
W 1478 roku na biskupa warmińskiego został wybrany Mikołaj Tungen. Nieuznawany przez Polskę, w roku swojego wyboru na stanowisko biskupa, razem z Zakonem Krzyżackim oraz Węgrami wypowiedział królowi Kazimierzowi Jagiellończykowi wojnę (tzw. wojnę książęcą). W trakcie jej trwania, w mieście stacjonowało polskie wojsko, które ostatecznie zniszczyło miasto oraz będący w odbudowie młyn. Po zakończeniu wojny i zawarciu ugody z Królestwem, biskup Tungen, z powodu braku murów miejskich, które narażały miasto na wielkie straty i czyniły je łatwym celem dla przeciwników, rozważał jego usunięcie. Ostatecznie jednak 5 marca 1481 roku wydał miastu nowy przywilej, który potwierdzał wcześniejsze nadania, a także zawierał zapis o wykupieniu przez miasto uprawnień sołeckich.

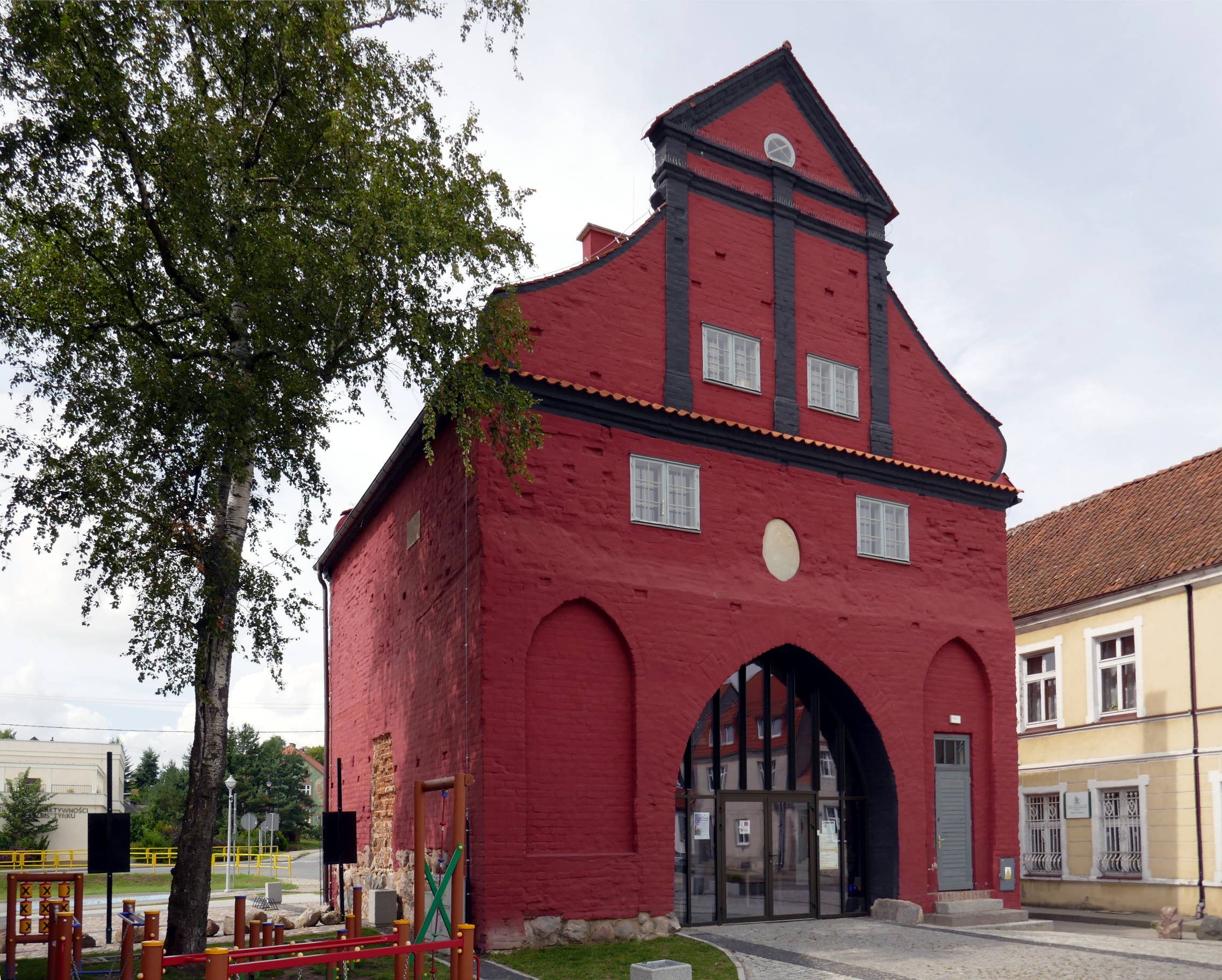
Brama Lidzbarska w 2020 roku.

Badacze przypuszczają, że wystawienie przywileju przez biskupa oraz zmiana jego nastawienia względem miasta były wynikiem zobowiązania się miasta do budowy murów obronnych, co znacząco poprawiło by jego sytuację strategiczną. Mury obronne zostały wzniesione po 1481 roku, ponieważ według przywileju biskupa z tego roku, miasto ich nie posiadało. Najwcześniejsza wzmianka o masywnych obwarowaniach pochodzi z 1547 roku, co sugeruje, że mury zostały zbudowane do tego czasu. Zbudowano także trzy bramy miejskie: Lidzbarską, Reszelską i Warszawską (Jeziorańską). Miasto posiadało naturalną fosę w postaci miejscowych rzeczek i stawów biegnących pod murami, które znajdowały się wzdłuż późniejszych ulic Stuga, Reja, Bocznej i Konopnickiej.
Cały obszar wewnątrz murów został zabudowany. Brak szczegółowych źródeł dotyczących materiałów budowlanych, jednak historycy przypuszczają, że dominowała zabudowa drewniana. Niektóre budynki posiadały podcienia.

## XVI – XVII wiek
W 1520 roku na Warmii wybuchła ostatnia wojna Zakonu z Polską. Pomimo że niektóre miasta regionu, takie jak Orneta czy Pieniężno, zostały podbite i doznały znacznych uszkodzeń, nie ma informacji, aby taki sam los podzielił Bisztynek. Miasto w tym roku było chronione przez zaciężnych z Czech. Według J. Kolberga i M. Biskupa, jesienią tego roku, po ich odwołaniu, miasto było na tyle zdesperowane, że było gotowe uznać władzę Zakonu, aby uniknąć szturmu na miasto. Do takiego wydarzenia jednak nie doszło, a wojna zakończyła się kilka miesięcy później.
Uniknięcie zniszczeń podczas wojny jednak nie uchroniło miasta na długo. Bisztynek, 9 czerwca 1547 roku, został ponownie prawie całkowicie zniszczony w pożarze. Katastrofę przetrwał jedynie kościół parafialny. Miasto w tym roku przejęło we władanie teren dworu biskupiego (nazywanego Richtshof), który nie został już później odbudowany po spaleniu. Zniszczone zostały także wszystkie przywileje nadane miastu, które znajdowały się w ratuszu. Fakt ten spowodował, że na prośbę rady miejskiej biskup Jan Dantyszek 9 lipca 1548 roku wydał miastu nowy przywilej, w którym jego teren obejmował już 122 łany ziemi.
Miasto mocno podupadło po pożarze, przez co zwrócono się z prośbą do biskupa Stanisława Hozjusza o prawo do odbywania jednego targu co tydzień w celu odbudowy go z ruiny. Prośbie tej sprzeciwiły się sąsiednie Reszel, Jeziorany oraz Lidzbark. Mimo to, na zjeździe stanów warmińskich 16 lipca 1566 roku, zgodzono się dać to prawo Bisztynkowi na okres dwóch lat. W tym samym roku powstała w mieście szkoła parafialna dla chłopców. Po upływie dwóch lat, 4 listopada 1568 roku, biskup wystawił nowy przywilej, który upoważniał miasto do odbywania jednego targu rocznie, tak jak to miało miejsce w innych latach. Na usilne prośby rady miejskiej, decyzja ta została zmieniona, i Bisztynek nadal mógł organizować cotygodniowe targi, lecz ich dzień został zmieniony z soboty na piątek. W kolejnym akcie, nadanym przez biskupa Marcina Kromera, wyznaczone zostało siedem wsi, które były zobowiązane brać udział w bisztyneckim targu.
Podczas okresu, w którym odbywały się targi, wsparta została miejscowa twórczość, co przyczyniło się do polepszenia stanu gospodarki miasta. Oprócz mieszczan zajmujących się rolnictwem i kupiectwem, w mieście mieszkali także rękodzielnicy, głównie sukiennicy i garncarze. W XVI i XVII wieku w Bisztynku działały olejarnia, folusz, młyn zbożowy oraz garbarnia. Od XVI wieku miasto produkowało również wino, piwo i wódkę. Miasto handlowało lnem, jęczmieniem, chmielem, miodem, płótnem i nićmi. Z biegiem czasu w mieście funkcjonowały już dwa młyny zbożowe oraz młyn przeznaczony dla użytku sukienników i szewców. W 1579 roku do kościoła św. Macieja dobudowana została wieża. W 1582 roku, za bramą lidzbarską, powstał przytułek dla starców oraz szpital św. Marcina. Z kolei w 1587 roku w mieście znajdowało się 65 i pół działki budowlanej.

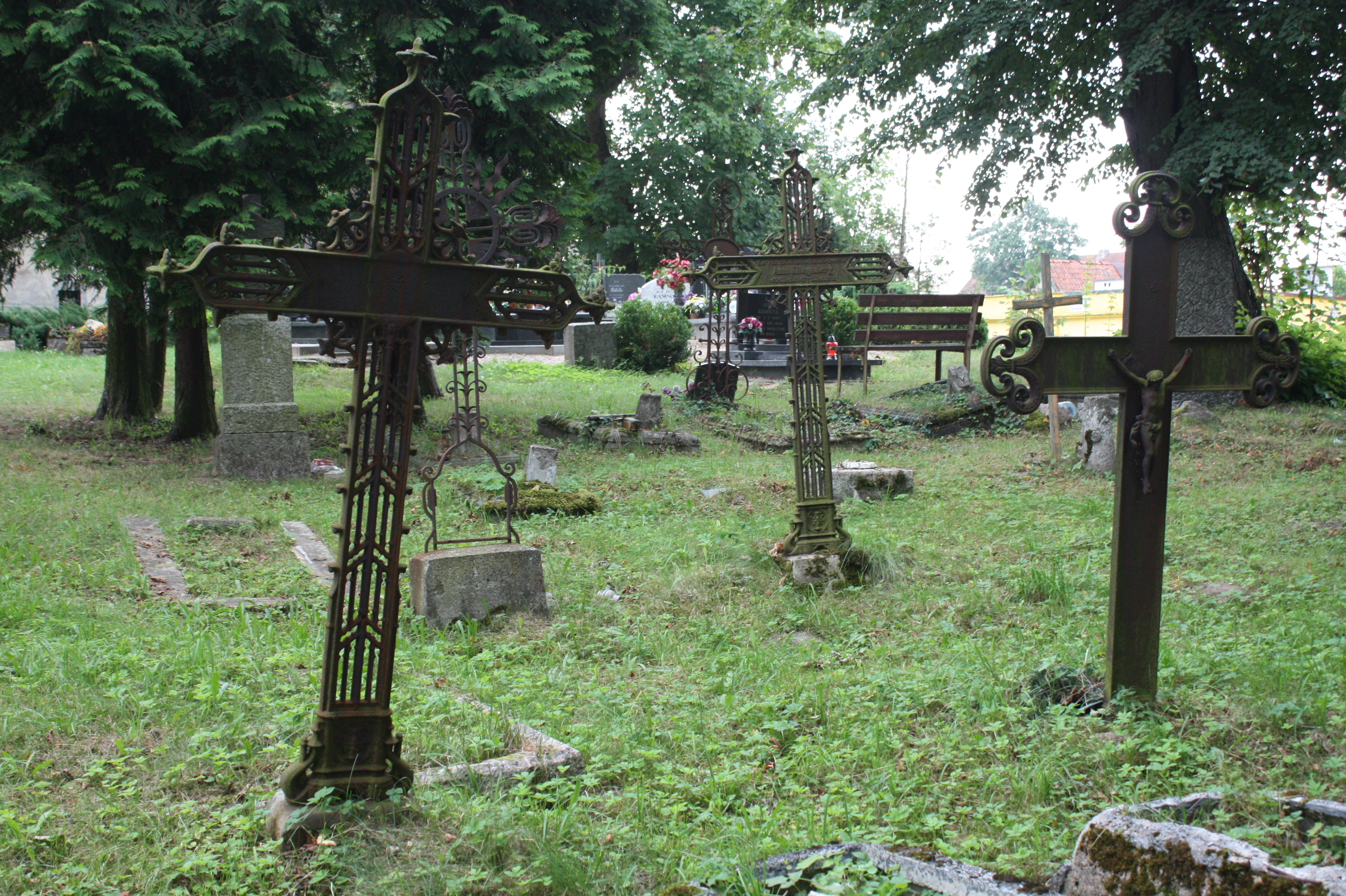
Zabytkowa część cmentarza obok kościoła św. Michała.

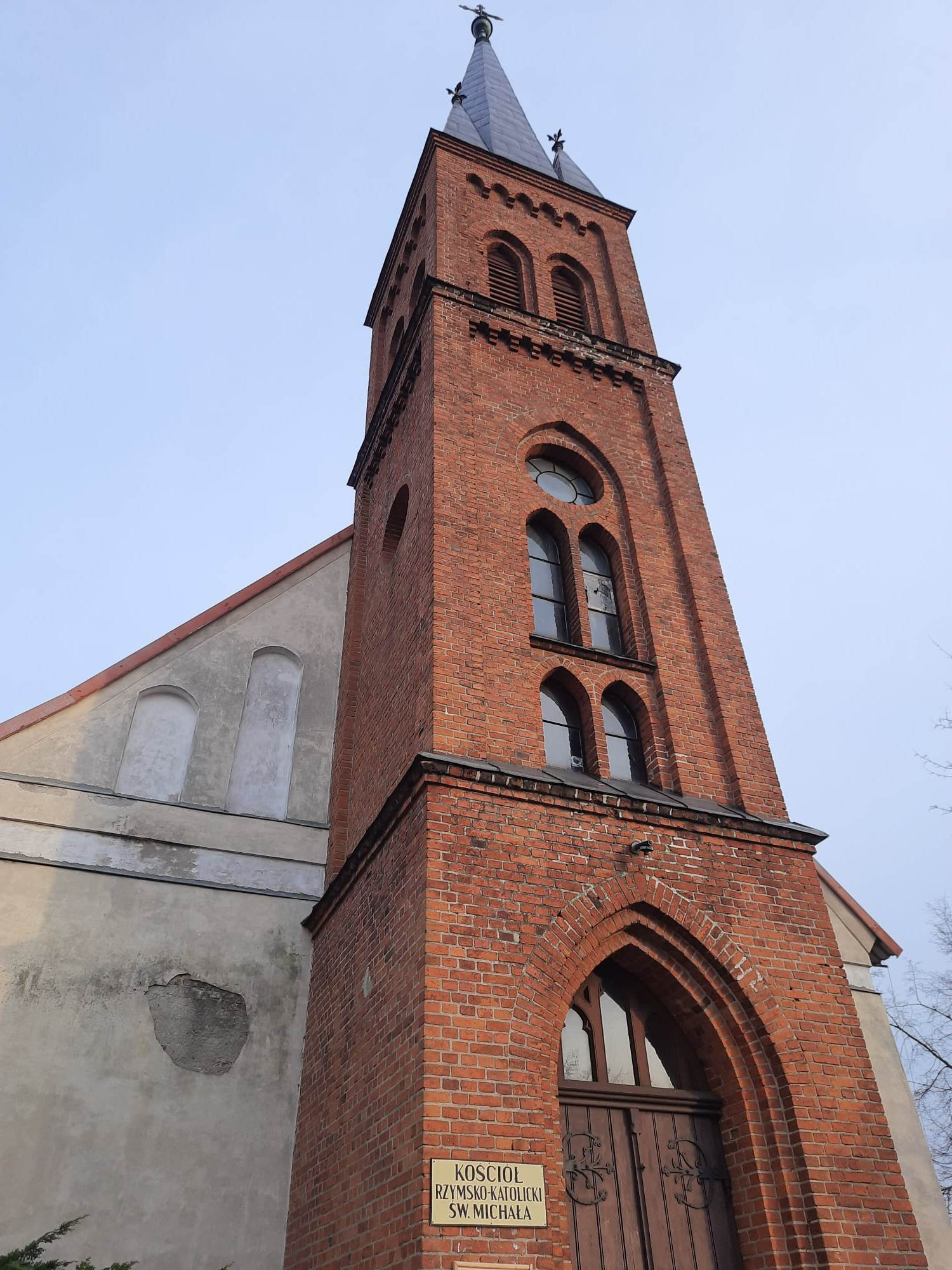
Kościół św. Michała współcześnie.

Rozwój miasta został zatrzymany przez kolejny pożar, który miał miejsce 12 kwietnia 1589 roku i ponownie zniszczył Bisztynek doszczętnie. Uratował się jedynie kościół oraz plebania. Zniszczeniu uległ również ratusz, który stracił pierwsze piętro, dach oraz budynki go otaczające. W tym okresie dodatkowo wybuchła epidemia, w wyniku której wielu mieszkańców miasta straciło życie. Po pożarze oraz ustąpieniu epidemii, mieszczanie postanowili złożyć zbiorowo śluby i co roku w pierwszy czwartek po Zielonych Świątkach modlić się o ochronę przed pożarami. W późniejszym czasie datę tę zmieniono na 23 kwietnia. W 1597 roku powstała szkoła parafialna dla dziewcząt.
W pierwszej połowie XVII wieku wzdłuż drogi prowadzącej do Reszla rozwinęło się przedmieście miasta, gdzie w 1632 roku powstał nowy kościół św. Marty, który następnie został przemianowany na kościół św. Michała Archanioła. W 1626 roku do miasta wkroczyły dwa oddziały piechoty konfederatów, którzy zmusili mieszkańców do dostarczenia im żywności oraz furażu na łączną kwotę 7920 florenów, mimo że rok wcześniej pobrano wykup w wysokości 3000 florenów, aby zapobiec spaleniu miasta.
W XVII wieku miasto Bisztynek, wraz z przedmieściami, liczyło łącznie 220 domów. Niestety, był to także czas wielu klęsk żywiołowych, w tym częstych najazdów wojskowych i epidemii. W 1655 roku wybuchł Potop Szwedzki, a miasto wielokrotnie padało ofiarą przemarszów wojsk szwedzkich, polskich i branderburskich. Szwedzi wielokrotnie plądrowali Bisztynek. W 1662 roku wybuchła epidemia dżumy, która trwała od kwietnia do listopada i pochłonęła życie około siedmiuset mieszkańców. W odpowiedzi na tę tragedię, parafianie postanowili odbywać modły w każdą rocznicę epidemii, w pierwszy czwartek po Wielkanocy. W mieście zamieszkiwał pewien odsetek Polaków, co było odzwierciedlone w wydarzeniach z wizytacji parafii w 1566 roku, kiedy to parafianie zwrócili się z prośbą do wizytatorów o przyznanie im polskiego księdza, ponieważ ówczesny proboszcz był Niemcem. W 1640 roku mieszkańcy Bisztynka zapoczątkowali coroczną pielgrzymkę do Świętej Lipki, co stało się ważnym elementem religijnego życia miasta. W 1637 roku pojawił się zakład złotniczy, a w 1666 roku, kiedy miasto ponownie zmagało się z trudnymi warunkami atmosferycznymi, mieszkańcy złożyli śluby, które dotyczyły organizowania regularnych pielgrzymek do Stoczka Warmińskiego, kiedy to w wyniku gwałtownych burz i ulewnych deszczów nie mogli rozpocząć żniw. Mimo stagnacji gospodarczej miasta, przemysł młynarski wciąż się rozwijał. W Bisztynku znajdowały się dwa młyny zbożowe, młyn prochowy, folusz oraz ługarnia. W 1680 roku do ratusza miejskiego dobudowano wieżę, a na rynku mieściły się ławy i kramy piekarskie, mięsne oraz szewskie. W XVII wieku rozbudowano także kościół parafialny w stylu barokowym. W 1687 roku biskup Michał Stefan Radziejowski zatwierdził statut bednarzy, co wskazuje na dalszy rozwój rzemiosła w mieście.

## Przemiany terytorialne i miejskie
Na początku XVIII wieku, w Bisztynku powstały dwa przedmieścia: Góra Gliniana, która znalazła się za Bramą Lidzbarską, oraz Góra Ceglana, położona przy dawnej cegielni miejskiej, za Bramą Jeziorańską. Miasto ponownie ucierpiało, tym razem podczas wojny północnej (1700–1721), kiedy to miało miejsce kilka przemarszów wojsk przez teren Warmii. Kolejnym dramatycznym wydarzeniem był pożar w 1707 roku, który zniszczył niemal całe miasto. Choć w latach 1708–1711 na Warmii i Mazurach wybuchła epidemia dżumy, Bisztynek tym razem ją ominął, co w kontekście innych klęsk, stanowiło pewne szczęście. W XVIII wieku zmieniła się także rola Strowangen, która zaczęła pełnić funkcję przedmieścia miasta, a nie wsi miejskiej, jak miało to miejsce wcześniej. Latem 1714 roku miasto stanęło w obliczu kolejnego zagrożenia – pożaru, który wybuchł w jego okolicach wskutek uderzenia pioruna. Według podań, burmistrz Michał Lampert, w obliczu groźby pożaru, wybiegł na środek rynku, upadł na kolana i zaczął modlić się do Matki Boskiej, prosząc o ocalenie miasta. Zgodnie z legendą, ogień zatrzymał się tuż po tej modlitwie, mimo silnych wiatrów. Burmistrz postanowił następnie zorganizować pielgrzymki dziękczynne.

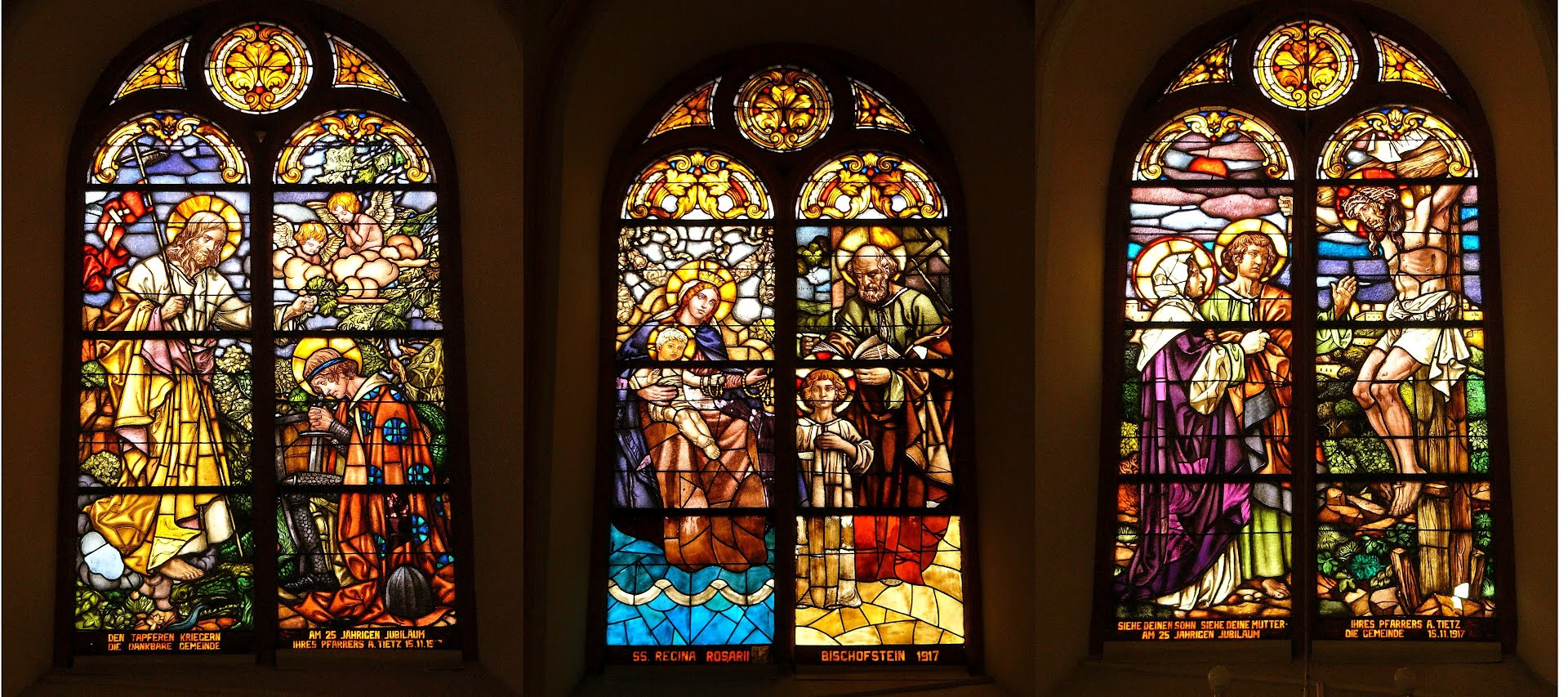
Zabytkowe witraże z kościoła św. Macieja

W 1715 roku, na wniosek obydwu burmistrzów miasta i rady, biskup Teodor Andrzej Potocki zatwierdził wilkierz miejski, składający się ze 154 artykułów. Postanawiał on, że prawa miejskie przysługiwały wyłącznie katolikom, kandydat musiał też udowodnić, że nie znajduje się w żadnej zależności prawnej. Posiadacz prawa miejskiego mógł tu handlować albo zajmować się rzemiosłem. W 1734 roku liczba domów w mieście wzrosła do 102 domów mieszczańskich i 159 „bud”. Razem z przedmieściami domów było 320. Zabudowania mieszkalne powstały także poza murami miejskimi wzdłuż dróg wybiegających z miasta, oraz w okolicach dawnej miejskiej cegielni i gliniance. Od 20 kwietnia do 18 maja 1738 roku w mieście stacjonowały wojska litewskie pod dowództwem Hetmana Pocieja. Wojska zażądały zapłaty przez miasto kontrybucji w wysokości 12 tysięcy florenów, jednak miasto nie było w stanie zapłacić tej kwoty, przez duże straty wskutek rabunku dokonanego przez wojska rosyjskie oraz pożar. W drodze pertraktacji, przy użyciu pośredników z Królewca, wynegocjowano zapłatę w postaci 7183 florenów. W tym wieku miasto kolejny raz zostało zmuszone do rozbudowy kościoła, spowodowanej licznymi pielgrzymkami, co w latach 1739–1740 poskutkowało dobudową nawy północnej, a w latach 1776–1781 południowej. Ustalona w 1748 roku nowa stawka podatkowa na podstawie ilości produkowanego piwa spowodowała, że Bisztynek uplasował się w tym względzie na 7. miejscu wśród 13 warmińskich miast.
W 1768 roku za sprawą dekretu biskupa Krasickiego, kanonik i ekonom biskupstwa, Tomasz Szczepański utworzył na Warmii pierwszą strukturę poczty określaną jako „kursoria” (łac. cursoria). W mieście znajdowała się jedna ze stacji pocztowych, która była stałym punktem podróży jednego z dyliżansów pocztowych. Stacja miała własnego listonosza określanego w tym okresie mianem „pocztyliona”, który miał za zadanie przyjmować i rozprowadzać przesyłki pocztowe po jej przybyciu. Listonosze mieli także za zadanie odbywać kursy do następnej stacji (w przypadku Bisztynka była to stacja w Jezioranach oraz Reszlu). Poczta ówcześnie kursowała dwa razy w tygodniu.
W 1772 roku, w wyniku I rozbioru Polski, Warmia przeszła spod panowania polskiego pod panowanie Prus, a miasto zostało zajęte przez wojska pruskie. W tym okresie Brama Warszawska została przemianowana na Zyborską. Po zmianie przynależności regionu, 4 listopada 1772 roku, na żądanie komisarzy Króla Prus, sporządzono tzw. katastraf fryderycjański, według którego w mieście znajdowało się 268 domów, a na przedmieściach 56 domów. Miasto było zamieszkiwane przez 1053 mieszkańców, w tym 232 mężczyzn, 250 kobiet i 190 dzieci poniżej 12. roku życia. Łącznie z przedmieściami liczba mieszkańców wynosiła 1709 osób. Mieszczanie zatrudniali 49 parobków oraz 170 służby domowej. Głównymi źródłami utrzymania mieszkańców były produkcja alkoholu, rolnictwo oraz hodowla zwierząt, w tym 360 koni, 280 krów, 200 świń, 40 owiec, 40 cieląt i 30 źrebiąt. Spis wymienia także 23 sukienników w mieście. Magistrat miasta składał się z dwóch burmistrzów, sześciu rajców i sześciu ławników. Miasto płaciło roczny podatek do skarbu koronnego w wysokości 1360 florenów, z tytułu czynszów od nieruchomości biskupowi 133 floreny, z tytułu dzierżawy młyna biskupiego 450 florenów, podatek cechowy wynosił około 400 florenów, a honorarium dla sędziego krajowego 77 florenów. W 1772 roku liczba budynków mieszkalnych wynosiła 105 domów mieszczańskich oraz 163 budy, z czego 10 znajdowało się wokół ratusza, a 59 na przedmieściach.
Po wcieleniu Warmii do Prus, przestał obowiązywać miejski wilkierz, który zabraniał posiadania praw miejskich przez osoby inne niż katolicy. Do miasta wprowadziło się 20 rodzin ewangelickich, które mogły korzystać w pełni z praw miejskich oraz korzystać ze szczególnych względów władz zwierzchnich. Od 1773 roku ewangelicy uzyskali prawo do odbywania swoich praktyk religijnych w sali sesyjnej w ratuszu, a przez następne 30 lat nabożeństwa prowadził dojeżdżający pastor z Galin. Od 1777 roku w mieście obecny był również katecheta. W latach 1776–1781 dokonano znaczącej rozbudowy katolickiego kościoła parafialnego, która zakończyła się jego konsekracją przez biskupa Ignacego Krasickiego.

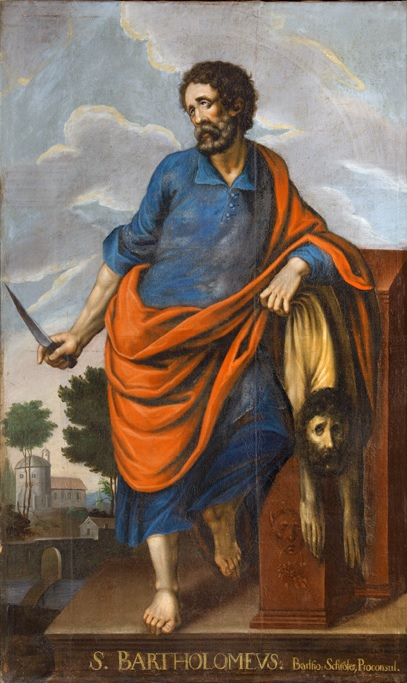
Obraz świętego Bartłomieja w kościele św. Macieja.

Do miasta zaczęło napływać coraz więcej protestantów, którzy z powodu sytuacji politycznej nie byli przyjmowani życzliwie przez katolicką większość ludności. Proboszcz Kunigk popadał w liczne konflikty z gminą luterańską. Sytuacja była na tyle napięta, że w kwestii stosunków wyznaniowych w mieście interweniował u biskupa Ignacego Krasickiego sam król pruski, Fryderyk Wilhelm II. Monarcha pruski odmówił również pożyczki w wysokości 2000 talarów na pokrycie miedzią wieży kościoła katolickiego, pomimo osobistej prośby biskupa. Ostatecznie koszt remontu w 1802 roku pokryli katolicy. Z powodu niewielkiej liczby ewangelików, w tym tylko 20 dzieci w wieku szkolnym, gmina luterańska nie była w stanie utrzymać stałego nauczyciela. W związku z tym władze w Królewcu zaczęły wspierać ją finansowo od 1787 roku.
Ludność miasta wzrosła i w 1802 roku wynosiła 2230 mieszkańców. W latach 1803–1815 miały miejsce wojny napoleońskie, podczas których miasto poniosło znaczne straty, chociaż były one mniejsze niż te doznane przez inne miasta. Już w 1807 roku straty materialne wyniosły 13 363 talary, w tym zapłaconą kontrybucję na rzecz wojsk francuskich, które wkroczyły do miasta 8 stycznia tego roku. Z powodu obecności wojsk francuskich miasto musiało zaciągnąć dług przekraczający 6 tysięcy talarów. W tym okresie przez pewien czas kwaterowało również dwóch francuskich generałów.
W 1812 roku, w wyniku współpracy Francji z Prusami oraz planów ataku na Moskwę, Warmia musiała zapewnić Napoleonowi swobodny przemarsz i zaopatrzenie wojsk. Pomiędzy majem a sierpniem część wielkiej armii francuskiej maszerowała nieopodal miasta. 28 maja w Bisztynku kwaterował następca pruskiego tronu, a u proboszcza marszałek Ney. Mimo przygotowanego magazynu, mieszkańcy, utrzymujący się głównie z rolnictwa, musieli oddać Francuzom inwentarz żywy, zapasy żywności oraz środki transportu. Francuzi zarekwirowali niemal wszystko i zachowywali się „jak we wrogim kraju”, co sprawiło, że ich obecność w Bisztynku i całych Prusach została zapamiętana w bardzo negatywny sposób. W związku z tym, w marcu 1813 roku sejm krajowy w Królewcu uchwalił powołanie landwehry w sile 20 000 ludzi, której koszty spadły na mieszkańców prowincji. Bisztynek musiał zaciągnąć 217 osób w wieku od 17 do 40 lat. Po wygranej „bitwie narodów” pod Lipskiem, we wszystkich kościołach Bisztynka odprawiono dziękczynne modły za upadek Napoleona.

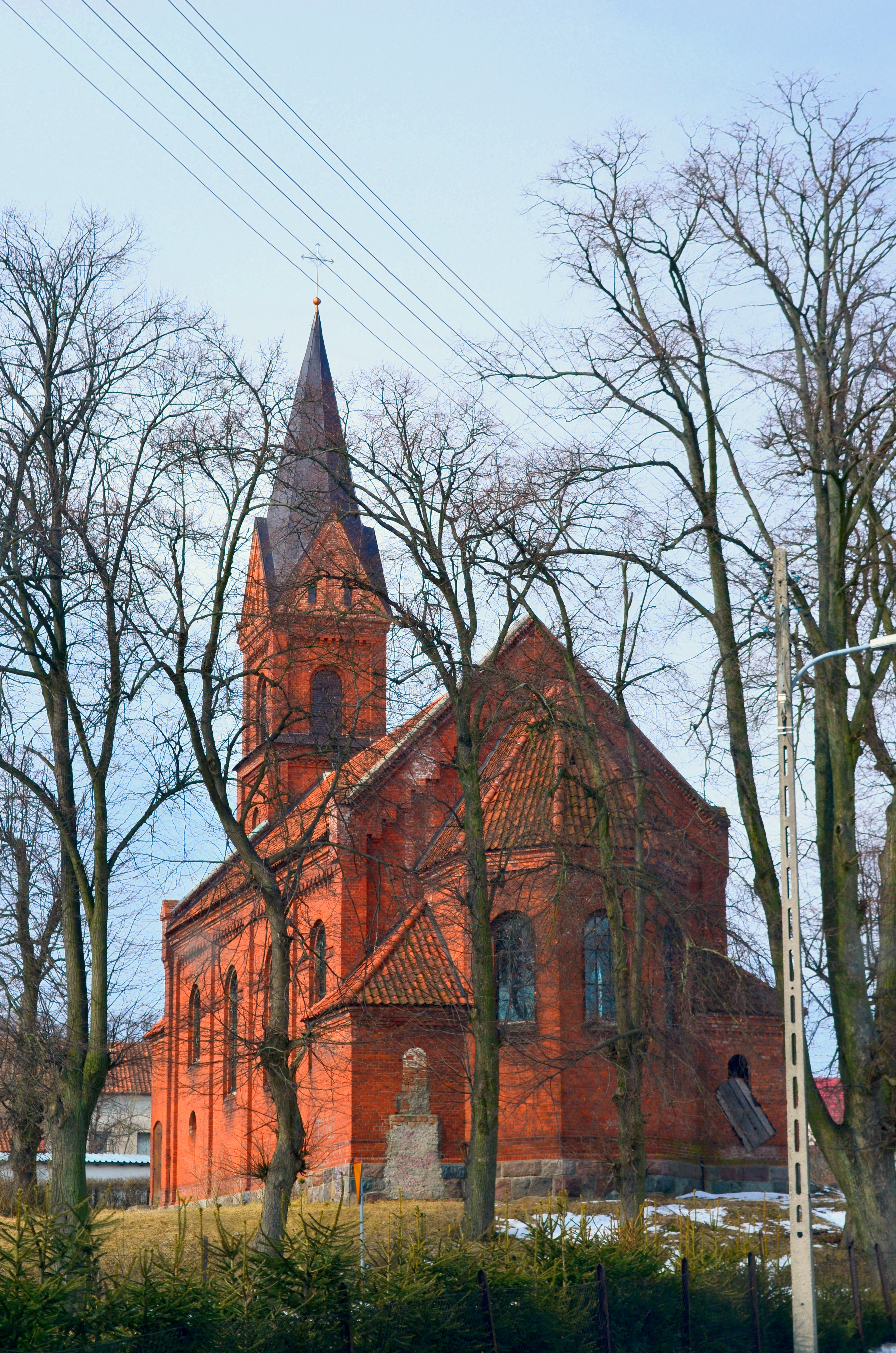
Kościół ewangelicki w Bisztynku (aktualnie kościół poewangelicki).

W szkole katolickiej uczyło się 344 dzieci, a w szkole ewangelickiej 61. Miasto starało się opłacać tylko jednego nauczyciela protestanckiego, a nie dwóch, jak tego wymagały władze. Pomimo to, w obliczu zatrudnienia 5 nauczycieli katolickich, konieczne było zatrudnienie 2 nauczycieli protestanckich. W związku z brakiem środków finansowych na wyposażenie szkół, pomoc finansową zapewnił król Fryderyk Wilhelm III, który w 1800 roku przyznał 2265 talarów. Dzięki tym funduszom zakupiono grunt, a w 1803 roku wzniesiono kościół ewangelicki.
W 1814 roku przebudowano szpital św. Marcina. W wyniku wojny oraz kolejnej epidemii liczba ludności w mieście spadła w tym roku do 1812 osób. W 1825 roku liczba ta wzrosła do 2349, a w 1846 roku wynosiła już 2952 mieszkańców. Sytuacja ekonomiczna miasta pogarszała się stopniowo przez cały XIX wiek. W połowie stulecia rozebrano mury miejskie, z wyjątkiem Bramy Lidzbarskiej, która pozostała zachowana. Miejsca, w których ciągnęły się obwarowania, zostały całkowicie zabudowane. W połowie XIX wieku, z 757 rodzin zamieszkujących miasto, 391 stanowiły rodziny robotnicze. W mieście było wielu drobnych rzemieślników, jednak tylko około 100 rodzin było w stanie regularnie płacić podatki komunalne. Dochody miasta wynosiły 5848 talarów, z czego 933 talary wydano na utrzymanie siedmiu nauczycieli. Trudności gospodarcze pogłębiły pożary w 1847 i 1851 roku, które spaliły część miasta. W tym czasie w mieście znów dochodziło do napięć między protestantami, faworyzowanymi przez władze królewieckie, a katolicką większością ludności.

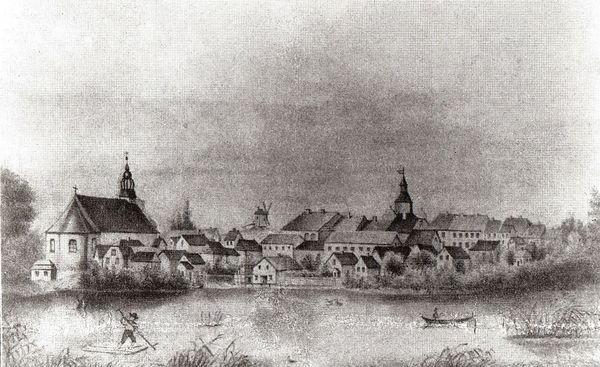
Rycina przedstawiająca panoramę miasta w 1868 roku.

W 1852 roku miasto liczyło 2966 mieszkańców, w tym 1604 katolików, 311 protestantów i 51 Żydów. Na miejscu dawnego, drewnianego kościoła św. Marty, zbudowanego w okresie lokacji wsi, wzniesiono w 1852 roku kaplicę pod tym samym wezwaniem. W 1855 roku ponownie przebudowano szpital św. Marcina. W 1871 roku liczba mieszkańców wzrosła do 3498 osób, a następnie zaczęła spadać. W 1880 roku wynosiła 3471, a w 1895 roku spadła do 3157 osób. W tym czasie miasto zamieszkiwało 2844 katolików, 264 ewangelików oraz 47 Żydów. W 1853 roku w kościele ewangelickim dobudowano wieżyczkę, a w 1875 roku do katolickiego kościoła św. Michała dobudowano zakrystię. Pod koniec XIX wieku dobudowano także budynek sądu do ratusza.
W latach 1890–1891 w mieście zbudowano nową pastorówkę. W 1891 roku oddano do użytku nową szkołę ewangelicką, która znajdowała się naprzeciwko kościoła. W 1895 roku miasto liczyło 3157 mieszkańców, w tym 2844 katolików, 261 protestantów i 49 Żydów. Żydzi założyli w mieście cmentarz, który znajdował się po przeciwnej stronie cmentarza katolickiego, wokół kościoła św. Michała. Katolicy zbudowali nową plebanię przy kościele Świętego Macieja.

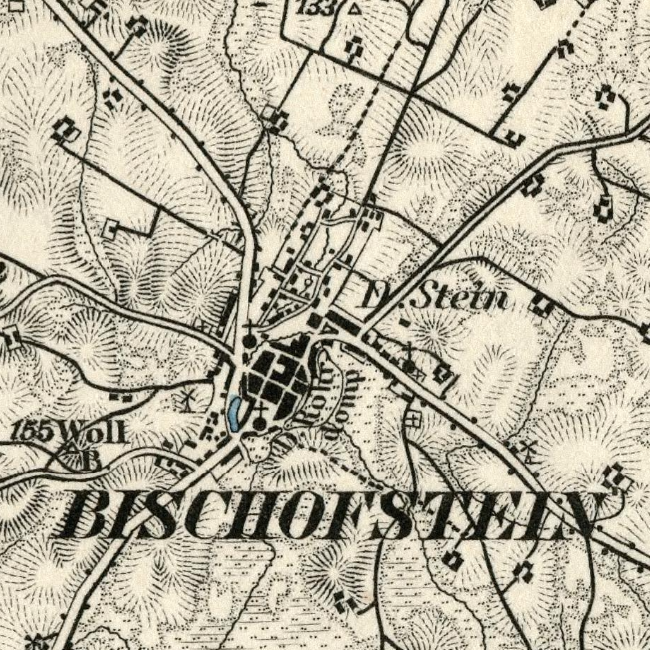
Układ Bisztynka na rządowej mapie z 1893 roku.

## XX wiek
Na przełomie XIX i XX wieku nastąpił rozwój kapitalizmu. W 1900 roku zaprzestano użytkowania jednego z cmentarzy katolickich. W 1901 roku miasto zostało zelektryfikowane, co umożliwiło rozwój rzemiosła oraz drobnych zakładów przemysłowych. Powstały m.in. fabryka maszyn rolniczych, motorowy młyn zbożowy, tartak, stolarnia, mleczarnia, rzeźnia oraz browar. Wszystkie te zakłady bazowały głównie na produktach rolnych pochodzących z okolicznych miejscowości, a Bisztynek pełnił rolę głównego ośrodka handlu zbożem i bydłem. W mieście odbywały się również specjalne targi bydlęce, organizowane 8 razy w roku. Dodatkowo, powstał bank kredytowy oraz trzy kasy pożyczkowo-oszczędnościowe. Elektryczność umożliwiła rozpoczęcie budowy systemu wodociągowego wraz z siecią ulicznych hydrantów, co miało na celu zapobieganie pożarom. Otwarcie wodociągów miało miejsce 20 grudnia 1906 roku i zostało zorganizowane w uroczystej oprawie.
Miasto, z uwagi na swoje położenie, z dala od głównych szlaków kolejowych, borykało się z trudnościami w wywozie produkowanych towarów, w tym produktów rolniczych, które stanowiły główny towar wytwarzany w Bisztynku. To ograniczenie wpłynęło na niewielki rozwój gospodarki miasta. W 1905 roku utworzono połączenie kolejowe Orneta – Sątopy-Samulewo, które zostało połączone z linią kolejową Lidzbark – Sątopy-Samulewo. Choć poprawiło to sytuację, nie miało to jednak znaczącego wpływu na rozwój gospodarczy miasta, a jedynie przyczyniło się do jego lekkiego wzrostu. W 1910 roku w mieście zbudowano nową elektrownię. W tym samym roku kościół św. Macieja został otynkowany, a w 1911 roku dokonano jego elektryfikacji. W miejsce starych organów zainstalowano nowe. Kościół św. Michała otrzymał wieżę. W 1914 roku rozpoczęto zbieranie funduszy na budowę szpitala ewangelickiego.
W XX wieku liczba mieszkańców miasta stopniowo malała. W 1910 roku wynosiła 3183 osoby, a w 1920 roku spadła do 3127. W latach 1931–1933 liczba mieszkańców wzrosła nieznacznie do 3265 osób, by ponownie spaść do 3163 osób w 1939 roku, tuż przed wybuchem II wojny światowej. W tym okresie miała miejsce emigracja ludności z Prus na zachód w celach zarobkowych. Choć brak jest konkretnych danych o liczbie ludności pochodzenia polskiego w tym czasie, według historyków nie była ona liczna. Pomimo niewielkiego spadku liczby ludności w ciągu kilku dziesięcioleci, w porównaniu do liczby mieszkańców sprzed stu lat, nastąpił ogólny wzrost liczby ludności. W wyniku tego miasto rozwinęło się przestrzennie, szczególnie na północno-wschodnich obszarach, głównie pomiędzy późniejszymi ulicami Mazurską, Findlera i Kościuszki. Centrum miasta w tym okresie nie doznało większych zmian.
28 lipca 1914 roku wybuchła I wojna światowa. 1 sierpnia 1914 roku o godzinie 18:00 rozległy się dzwony, a burmistrz ogłosił mobilizację pod ratuszem. Kilka dni później, 29 sierpnia, od strony wsi Łędławki do miasta wkroczyli Rosjanie. W ciągu następnych dwóch dni dokonali licznych grabieży, mordów oraz gwałtów na ludności cywilnej, wzniecając przy tym pożary. Zniszczeniu uległy dworzec, młyn, tartak oraz kilka zagród. Za budynkiem dworcowym rozstrzelano 14 przypadkowych mieszkańców. Podczas bitwy pod Olsztynem, w której Hindenburg odniósł zwycięstwo nad armią Samsonowa, zginął burmistrz Bisztynka, dr. Paul Fechner, który objął urząd kilka miesięcy wcześniej, w lutym 1914 roku. Zniszczeniu uległo 16 budynków, w tym jeden publiczny, trzy mieszkalne oraz dwanaście gospodarczych. Miasto było okupowane przez wojska rosyjskie od 17 lipca do 2 września 1914 roku. I wojna światowa zakończyła się w 1918 roku.

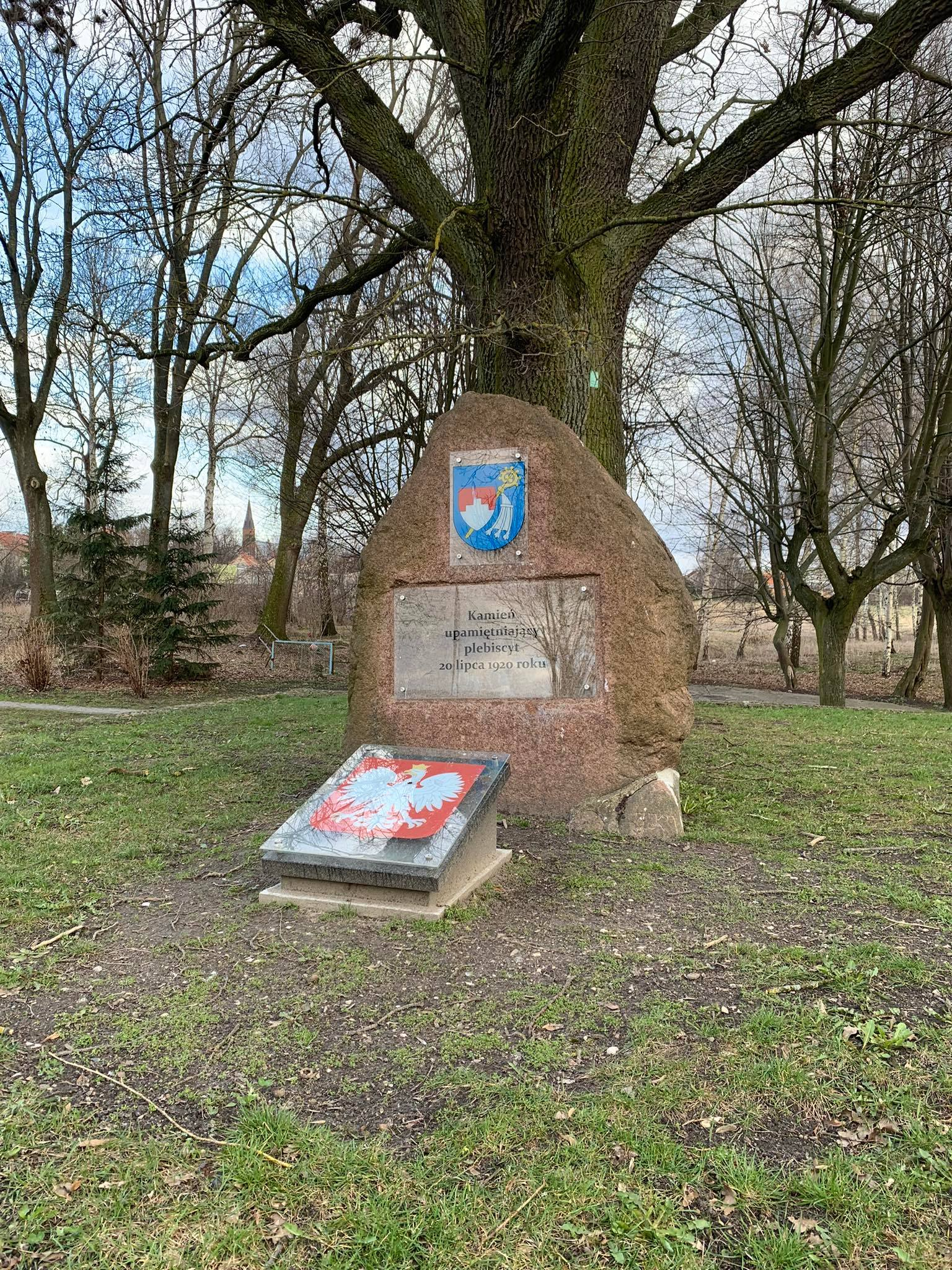
Kamień Plebiscytowy w 2023 roku.

11 lipca 1920 roku na Powiślu, Mazurach i Warmii, w tym w Bisztynku, odbył się plebiscyt, który miał zdecydować o przynależności tych ziem do Niemiec lub Polski. Przed plebiscytem niemiecka organizacja Heimatverein pod kierownictwem Bernarda Genswindta i Alfreda Bucholza prowadziła w mieście antypolską propagandę oraz sprowadziła 1108 Niemców z Rzeszy, aby wzięli udział w głosowaniu, co zwiększyło liczbę mieszkańców do 3300. W plebiscycie mogły wziąć udział wszystkie osoby urodzone w mieście. W wyniku prawdopodobnego zastraszenia, w Bisztynku nie oddano ani jednego głosu za przyłączeniem do Polski, mimo iż w głosowaniu brali udział również Polacy. 10 lipca 1921 roku, w dniu przed rocznicą plebiscytu, obok miejskiej elektrowni odsłonięto skwer, na którym umieszczono głaz pamiątkowy z napisem: „Do Niemiec należymy i w Niemczech pozostaniemy – 11.07.1920”. Pod głazem zakopano metalową szkatułkę, w której umieszczono informacje o stosunkach w mieście, aktualne monety oraz sztukę sceniczną miejscowego nauczyciela.
W latach 20. XX wieku na miejscowej linii kolejowej kursowało pięć parowozów. W okresie 1921–1925 firma Kreissiedlunggesellschaft wybudowała osiedla przy drogach prowadzących do Reszla i Wozławek. W 1925 roku miasto posiadało elektrownię o rocznej produkcji wynoszącej 120 000 kW oraz wodociągi o wydajności 36 000 hektolitrów rocznie. W tym samym roku miejscowa rzeźnia dokonała uboju 405 krów, 1199 świń, 309 cieląt, 695 owiec i 2 kóz. Leśnictwo miejskie dostarczyło 2600 m³ drewna użytkowego i opałowego. W 1926 roku rozpoczęto wydawanie lokalnej gazety „Bischofsteiner Anzeiger”. 1 września 1929 roku, w piętnastą rocznicę wybuchu I wojny światowej, odsłonięto pomnik upamiętniający 169 mieszkańców Bisztynka i członków miejscowej parafii, którzy polegli w czasie działań wojennych. W 1931 roku uruchomiono nowy system wodociągowy o zwiększonej wydajności.

### II wojna światowa

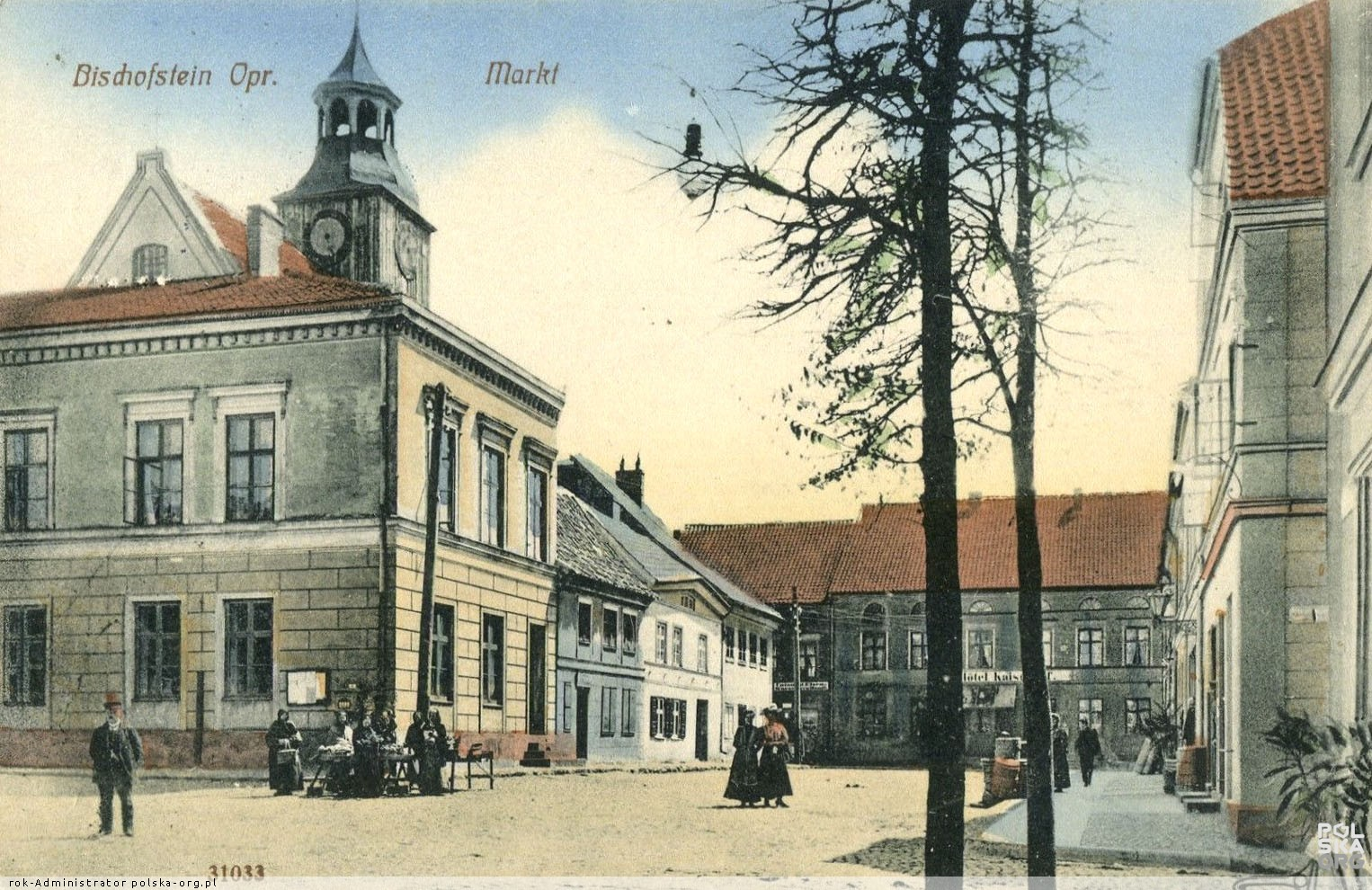
Rynek miejski wraz z Ratuszem na pocztówce z 1916 roku.

Nocą pomiędzy 13 a 14 września 1939 roku miejski ratusz wraz z otaczającą go zabudową spłonął w wyniku podpalenia przez jednego z mieszkańców, który znajdował się pod wpływem alkoholu. Sprawca został później skazany wyrokiem sądowym. Miejscowy samorząd, we współpracy z konserwatorem zabytków, planował odbudowę ratusza w jego pierwotnej gotyckiej formie z 1589 roku, bez późniejszych przybudówek. Budynek miał zostać wyposażony w gotyckie okna oraz sklepienia, a jego wnętrze miało obejmować kilka przestronnych sal, w tym salę sądową. Ratusz miał pełnić funkcję reprezentacyjną dla miasta. Plany odbudowy zostały jednak porzucone przez trwającą właśnie II wojnę światową 1 września 1939 roku. W 1945 roku ratusz wraz z przylegającą zabudową został całkowicie zniszczony w wyniku działań wojennych, a następnie rozebrany.
Pierwsze działania wojenne w mieście miały miejsce dopiero pod koniec II wojny światowej, 20 stycznia 1945 roku, kiedy doszło do nalotu lekkich myśliwców bombardujących. Ze względu na warunki geopolityczne w okolicy nie znajdowały się zgrupowania wojsk ani fortyfikacje, które mogłyby stanowić cel dla Armii Czerwonej. Jedynymi żołnierzami obecnymi w mieście byli członkowie Division Großdeutschland, którzy pojawili się tam chwilowo podczas wycofywania się z linii frontu. 29 stycznia wojsko wycofało się, rezygnując z organizowania oporu i opuszczając miasto. Od południowego wschodu w kierunku miasta przemieszczała się 50. Armia Piechoty, stanowiąca prawe skrzydło II Frontu Białoruskiego. 24 stycznia zajęła Ełk i Białą Piską, 25 stycznia Mikołajki, Orzysz, Pisz i Rozogi, 26 stycznia Mrągowo, 27 stycznia Spychowo i Ruciane-Nidę, a 28 stycznia Biskupiec i Szestno. W miarę postępów ofensywy front stopniowo się zwężał, ponieważ natarcie było ukierunkowane koncentrycznie na brzeg Zalewu Wiślanego. Miasto zostało poddane bez walki, a według źródeł już w godzinach popołudniowych 29 stycznia znalazło się pod kontrolą Armii Czerwonej.
Oficjalne źródła sowieckie w celach propagandowych uznały, że miasto zajęto dopiero 30 stycznia, określając to „wyzwoleniem”. Cel sfałszowania tej daty miał stworzyć pozory ciężkiej walki o miasto, która nie nastąpiła. W celach stworzenia dodatkowych pozorów spalono część miasta, w tym głównie zabytkową starówkę. Nie mając z kim walczyć Rosyjscy żołnierze dokonali także szeregu zbrodni wojennych, między innymi mordując ludność cywilną. Obecni w tamtym okresie Niemcy wspominają, iż Rosjaną towarzyszyli w ich pijatykach i rozbojach ulicznych „polscy obcy robotnicy” (niem. polnische Fremdarbeiten), którzy świadczyli Niemcom pracę porównywalną do niewolnictwa. Jedną z większych zbrodni Rosjan w tym okresie było dokonanie przez pijanych żołnierzy masakry, zabijając w jednej chwili około 90 osób, a następnie podpalając zabudowania dla ukrycia zbrodni.
Cały region Warmii, wraz z miastem, został po blisko dwóch stuleciach ponownie przyłączony do Polski na skutek konferencji poczdamskiej.

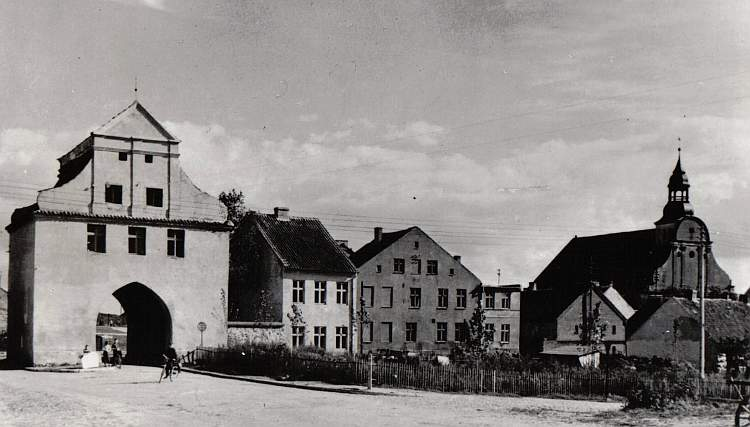
Panorama miasta w 1966 roku.

## Współczesność
Po zakończeniu II wojny światowej niemiecka ludność została wysiedlona, a miasto, wraz z innymi terenami przyłączonymi do Polski, zasiedlono polskimi osadnikami. 12 listopada 1946 roku oficjalnie zmieniono nazwę miasta z niemieckiego Bischofstein na Bisztynek.
W dniu 14 lutego 1946 roku miasto liczyło 1200 mieszkańców. W 6 grudnia1960 roku mieszkańców było już 2000 i do tej pory miasto nie osiągnęło stanu sprzed 1939 roku, pomimo że w końcu lat siedemdziesiątych był tu największy w województwie wskaźnik przyrostu naturalnego (19,5 na 1000 ludności). Niską liczbę mieszkańców powodował fakt, że duża część ludności miasta w postaci młodzieży wyjeżdżała z niego za nauką. W 1979 roku na 2311 mieszkańców było tu aż 744 uczniów szkoły podstawowej i 113 dzieci w wieku przedszkolnym. Osoby, które z miasta wyjeżdżały, zazwyczaj później już do niego ponownie nie wracały.

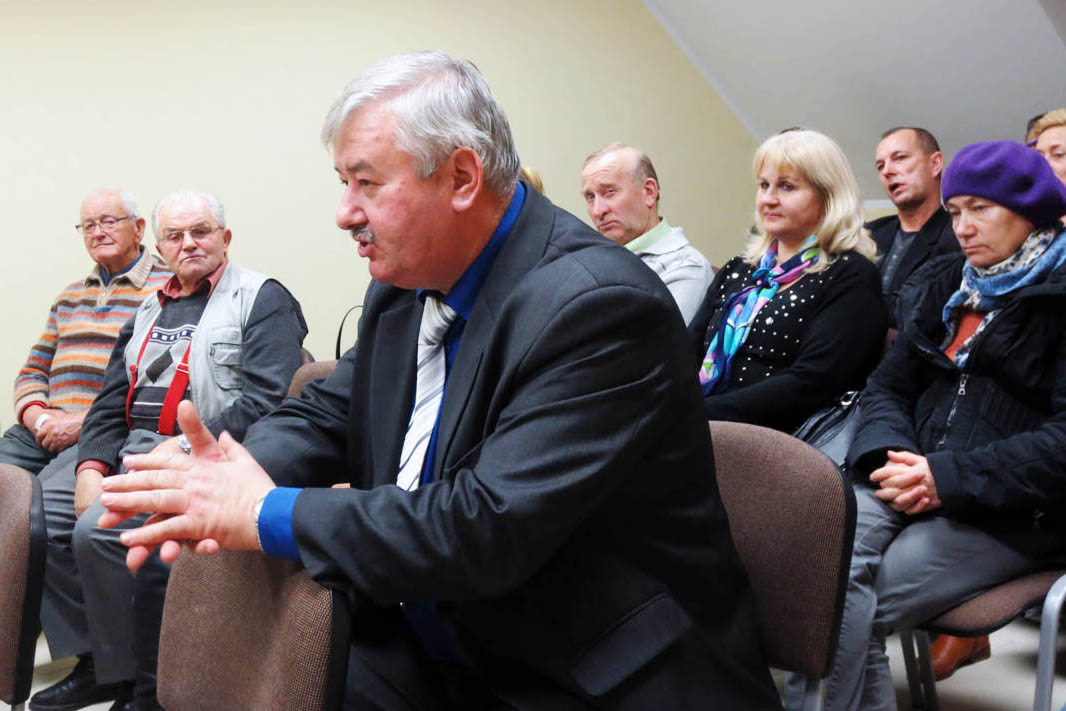
Burmistrz miasta Jan Wójcik, podczas spotkania z mieszkańcami z posłem Mironem Syczem, po gradobiciu w 2012 roku.

W wyniku wyborów do samorządu urząd burmistrza Bisztynka objął Jan Wójcik. Sprawował tę funkcję do 2014 roku, kiedy to 24 sierpnia, podczas sesji nadzwyczajnej, rada miejska odwołała go ze stanowiska na skutek skazania wyrokiem sądowym i utraty przez niego prawa wybieralności. Po odwołaniu Jana Wójcika w 2014 roku urząd burmistrza Bisztynka objął Marek Dominiak. W 2024 roku funkcję tę przejął Zbigniew Filipczyk.

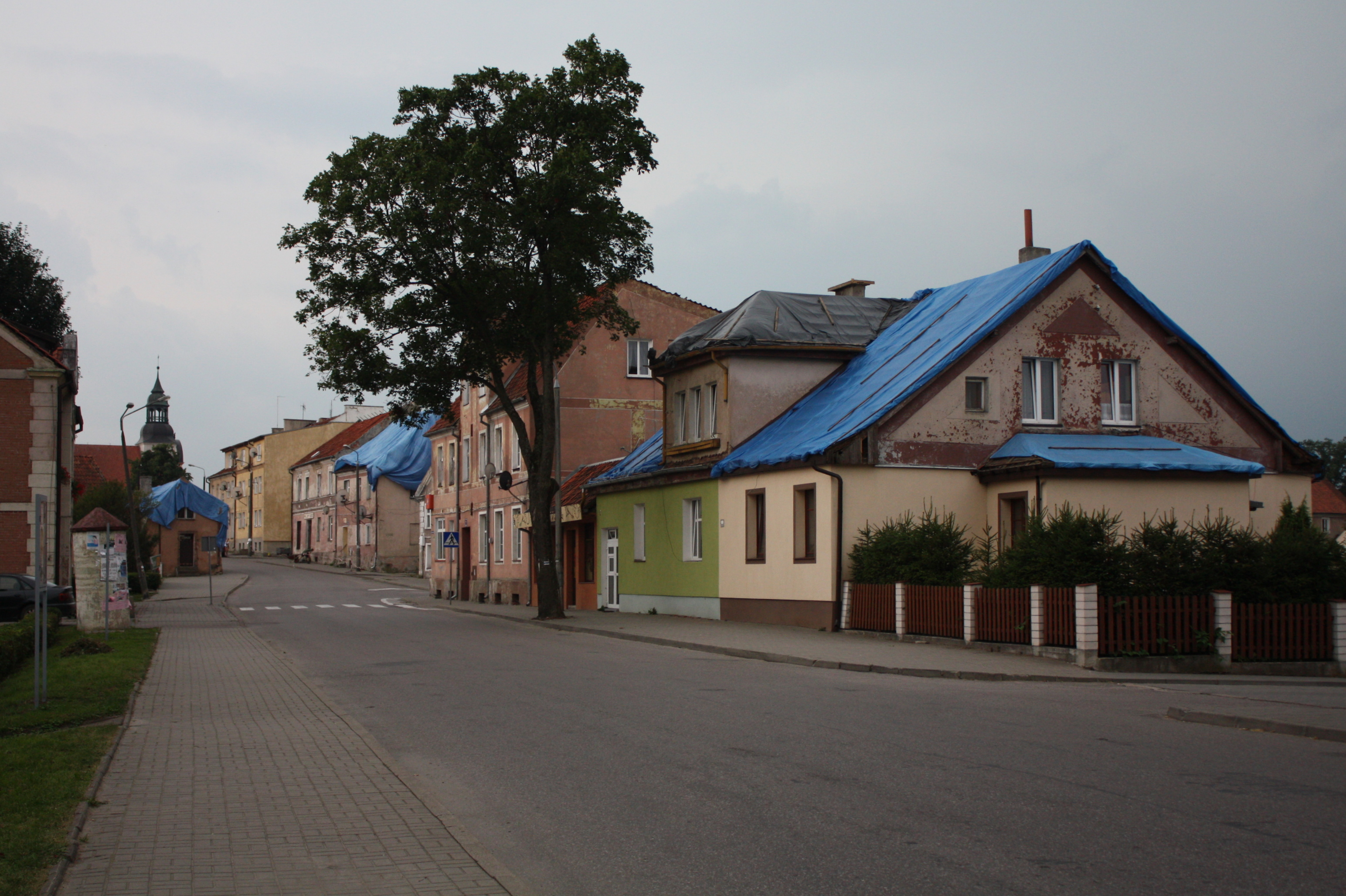
Budynki w mieści z zabezpieczonymi dachami po gradobiciu w 2012 roku.

4 lipca 2012 roku około godziny 17:30 przez Bisztynek przeszło silne gradobicie oraz nawałnica. Opad trwający niespełna 15 minut spowodował znaczne zniszczenia, a grad, według świadków, osiągał rozmiary porównywalne do kurzych jaj. Zniszczeniu uległo ponad 1000 budynków, w tym ponad 300 budynków mieszkalnych oraz obiekty użyteczności publicznej, takie jak miejscowa szkoła, dom kultury (gdzie zawaliła się część dachu), urząd gminy, ośrodek zdrowia, komisariat policji oraz parafialny kościół, w którym poważnie uszkodzone zostały dach i zabytkowe witraże. Wiele budynków zostało zalanych, a kilkaset zaparkowanych w mieście samochodów uległo uszkodzeniu. Nawałnica powaliła również liczne drzewa Zniszczeniu uległo około 2,4 tys. hektarów pól uprawnych, a w mniejszym stopniu ucierpiały także inne miejscowości w gminie Bisztynek. W działaniach ratunkowych uczestniczyło ponad 200 strażaków z całego województwa, a w usuwaniu skutków nawałnicy pomagali także mieszkańcy, przedsiębiorcy, firmy, więźniowie oraz przedstawiciele innych gmin i powiatów. W reakcji na sytuację zwołano sztab kryzysowy, w którym uczestniczyli wojewoda Marian Podziewski, przedstawiciele służb porządkowych oraz władze powiatu i miasta. Do Bisztynka przybyli również poseł Miron Sycz, starosta bartoszycki, komendant wojewódzki Państwowej Straży Pożarnej oraz wicewojewoda. W związku z kataklizmem odwołano planowane obchody dnia miasta. Łączne straty oszacowano na około 9,5 miliona złotych.